# الرفید
الرفید یک منطقهٔ مسکونی در لبنان است که در استان بقاع واقع شده‌است.

## خصوصیات
الرفید ۳٬۰۰۰ نفر جمعیت دارد.